# Серебряков Андрій Вікторович
Андрій Вікторович Серебряков (нар. 4 червня 1966) — український художник, продовжувач класичного живописного напряму, автор творів історичного та батального жанрів. Член Національної спілки художників України. Нині мешкає та працює в Києві.

## Біографічні відомості
Народився 4 червня 1966 року в місті Кіровську на Луганщині. 
У 1982 році вступив до Луганського художнього училища (тоді ВДХУ), курс М.О. Піщанського. Напрямком батального жанру захопився ще підчас навчання у художньому училищі.  
З 1988 навчався у Київському художньому інституті на факультеті живопису, майстерня Народного художника Української РСР, професора В. Шаталіна.
В 1995 році закінчив Київську художню Академію.
З 1996 по 2000-й рік на запрошення мистецьких галерей та приватних замовників працював у Туреччині, Саудівській Аравії та  Австрія. 
З 1996 по 2000-й рік на запрошення мистецьких галерей та приватних замовників перебував у творчому відрядженні за кордоном: Туреччина, Саудівська Аравія, Австрія. Багато років співпрацює з Національним військово-історичним музеєм України та іншими музеями країни. Значна частина доробку автора складають роботи на тему Козацької доби.
З початку 90-х років минулого століття і дотепер Андрій Серебряков бере участь у мистецьких заходах в Україні та за кордоном. Більшість його картин знаходяться у приватних зібраннях України, Австрії, Іспанії, Молдови, Португалії, Румунії, Туреччини, Саудівська Аравія, США та Китаю, а також в музеях України та галереях Києва.